# Paul Shaffer
Paul Allen Wood Shaffer (Thunder Bay, 1949. november 28. –) Grammy-díjas kanadai énekes, zeneszerző, színész, szerző, humorista. Leginkább David Letterman „csatlósaként” ismert.

## Élete
1949-ben született Torontóban, és Fort Williamben nőtt fel. Szülei Shirley és Bernard Shaffer voltak. 12 éves korában szülei elvitték Las Vegasba, ahol láthatta Nat King Cole-t. Ezt később úgy írta le, mint „egy életre szóló élmény”, és ez befolyásolta döntését, hogy előadó legyen. Gyerekként zongorázni tanult, tinédzserkorában pedig a Fabulous Fugitives nevű együttesben orgonán játszott. Később a Flash Landing Banddel játszott. Elkezdett  Tisziji Muñoz gitárossal játszani, több bárban is fellépett.
Tanulmányait a Torontói Egyetemen végezte. 1971-ben szerzett diplomát szociológiából.

## Magánélete
1990 óta Cathy Vasapoli a felesége. Két gyermekük született: Victoria és Will.
2020-ban mindketten koronavírusosak lettek; Vasapoli kórházba is került.

## Diszkográfia
- 1989: Coast to Coast
- 1993: The World's Most Dangerous Party
- 2017: Paul Shaffer & The World's Most Dangerous Band (Sire Records)